# Digitální pevnost
Digitální pevnost (anglicky Digital Fortress) je kniha amerického spisovatele Dana Browna. První vydání vyšlo v roce 1998 v nakladatelství St. Martin's Press.

## Děj
Ensei Tankado byl geniální programátor postižený válkou, jenž vytvořil nerozluštitelný kód. Výkonný počítač amerického Úřadu národní bezpečnosti (NSA - National Security Agency) TRANSLTR, dostal tento kód za úkol vyluštit, ale bohužel neuspěje. Tvůrce tohoto kódu je zabit. Tankado ani nestihl předat klíč k rozluštění kódu, měl ho u sebe vyrytý na zlatém prstenu, ale prsten se ztratil. Susan Fletcherová pracuje v Úřadu národní bezpečnosti v dešifrovacím oddělení. David Becker, profesor na Georgetownské univerzitě, byl NSA povolán, aby překládal znaky tak, jak je budou dešifrovat. David se Susan spolu tajně chodí. Strathmore (šéf NSA) pověří Davida, cestou do Španělska, aby získal všechny Tankadovy věci, neboť mezi nimi by měl být ukryt i klíč ke kódu. David získá všechny věci až na prsten. Pátrání po prstenu jej zavede mezi prostitutky, do nemocnice, na sraz punkerů a poté na letiště, kde prsten konečně získává, na prstenu je vyryto: v latině: Kdo bude hlídat hlídače - heslo Ensei Tankady, což vypoví Strathmoremu. V NSA Susan se Strathmorem zjišťují, že žádný kód neexistuje, ale všechno je počítačový virus, který je naprogramován za účelem zničení bezpečnostních filtrů databanky NSA, kde jsou uloženy nejcennější informace USA. Vir musí být rychle zničen. Nakonec dochází na kód "tři", je to rozdíl mezi izotopy použitými v bombách, které spadly na Hirošimu a Nagasaki. Filtry jsou obnoveny a nepodařilo se nic stáhnout, TRANSLTR ale shořel, Strathmore spáchal sebevraždu, protože jeho zaviněním je TRANSLTR zničen. David požádá Susan o ruku, ona přijímá.